# Жари (река)
Жари (на португалски: Rio Jari, Rio Jary) е река в северната част на Бразилия, в щатите Амапа и Пара, ляв приток на Амазонка. Дължината ѝ е 694 km, а площта на водосборния басейн – около 60 000 km².
Река Жари води началото си на 450 m н.в., от южните склонове на ниската планина Сера Тумукумаки, разположена в най-източната част на Гвианската планинска земя. По цялото си протежение тече в посока юг-югоизток, по границата между щатите Амапа на изток и Пара на запад, образувайки десетки бързеи и прагове, по югоизточния склон на Гвианската планинска земя. Влива се в крайния северозападен ръкав от делтата на Амазонка, в близост да селището Бока де Жари. основните ѝ притоци са леви: Мапаони, Кук, Мепари, Иратапуру. Подхранването ѝ е предимно дъждовно. Пълноводието ѝ е от юни до август, а маловодието – от ноември до март. Среден годишен отток в устието от 1005 до 1880 m³/s. Протича през гъсти и непроходими екваториални гори, поради което долината ѝ е почти безлюдна с изключение на няколко малки индиански селца.